# David Allardyce Webb
David Allardyce Webb (Dublín, 1912 - Oxford, 1994) fue un botánico irlandés.
Fue importante autor de una obra, en 1943, sobre la flora irlandesa titulada An Irish Flora, y reeditada en 1953, y en 1977 (ISBN 0-85221-023-X).
Perdió la vida en un siniestro automovilístico.

## Algunas publicaciones
- 1948. Notes Preliminary to a Revision of the Irish Dactyloid Saxifrages. Proc. Royal Irish Academy 51 (B): 16
- Webb, DA; MJP Scannell. 1983. Flora of Connemara and the Burren. Ed. Cambridge Univ Pr. ISBN 0-521-23395-X

### Como editor
- A history of Trinity College, con R. B. McDowell[2]

## Honores
- 1982: medalla Boyle de la Royal Dublin Society.[3]

### Eponimia
- Una edición de An Irish Flora se renombró Webb's An Irish Flora en su honor.[4]
- La abreviatura «D.A.Webb» se emplea para indicar a David Allardyce Webb como autoridad en la descripción y clasificación científica de los vegetales.[5]